# Orthotomus samarensis
Orthotomus samarensis é uma espécie de ave da família Cisticolidae.
Apenas pode ser encontrada nas Filipinas.
Os seus habitats naturais são: florestas subtropicais ou tropicais húmidas de baixa altitude.
Está ameaçada por perda de habitat.